# Catholiques de Goa
Les Catholiques de Goa sont une communauté ethno-religieuse de chrétiens indiens adhérant au rite latin de l'Église catholique. Ils sont originaires de l'État de Goa, située dans la partie sud de la région de Konkan, le long de la côte ouest de l'Inde. Les catholiques de Goa forment une part du peuple (groupe ethnolinguistique) concanais (konkanis ou konkanais) et parlent la langue concanaise (le Konkani).
Les activités missionnaires suivent peu après la conquête portugaise de Goa, lorsque le pape Nicolas V promulgue la bulle papale de Romanus Pontifex en 1455 après J.-C., selon laquelle le padroado dans les Indes orientales est accordé à la couronne portugaise.
Leur culture est un amalgame de cultures konkani et portugaise, cette dernière ayant un rôle plus important car Goa, Damaon et Diu sont gouvernés par le Portugal de 1510 à 1961 après J.-C. La notion d'identité goanaise en tant que culture distincte parmi les autres cultures luso-asiatiques ou luso-indiennes s'est forgée en Inde après l'annexion de Goa et de Damaon en 1961.
La diaspora catholique de Goa est concentrée dans les pays du Golfe Persique ; dans le monde lusophone, notamment au Portugal, au Brésil, au Mozambique et à Zanzibar ; dans les pays de l'Union européenne ; et dans le monde anglophone, notamment au Royaume-Uni, aux États-Unis d'Amérique, au Canada, en Australie et en Nouvelle-Zélande.

## Identité ethnique
Les chrétiens adhérents à l'Église catholique originaires de l'actuel État de Goa, une région de la côte ouest de l'Inde, et leurs descendants sont généralement appelés catholiques de Goa. La majorité des catholiques de Goa appartiennent à l'ethnie Konkani tandis qu'une plus petite proportion sont des Luso-Indiens. Les catholiques de Goa ont joué un rôle central dans la formation de l'État de Goa et dans la désignation de leur langue maternelle, le konkani, comme langue officielle de l'Inde. Les communautés de la diaspora dans les pays anglophones parlent généralement l'anglais comme première langue et considèrent le konkani comme leur langue ancestrale. Avant 1961, certaines familles catholiques de la classe supérieure de Goa parlent le portugais comme langue principale .
Le Portugal prend le contrôle de Goa en 1510. Les Portugais ont rapidement consolidé leur pouvoir en imposant leur propre gouvernement et leur propre culture par le biais de mariages mixtes  et en convertissant la majorité de la population locale au catholicisme. De nombreuses traditions hindoues pré-portugaises sont adaptées ou conservées par les catholiques de Goa. Il s’agissait d’une variante du système de castes indien, même si elle n’était pas pratiquée de manière rigide. Dans tout l'Empire portugais, une grande partie de l'administration civique (par exemple l'enregistrement des naissances, des mariages et des décès, les écoles, les collèges, les hôpitaux, les orphelinats, etc.) est initialement assurée par les ordres religieux catholiques. En vertu de la loi sur la nationalité portugaise, les Goanais nés avant le 19 décembre 1961 sur le territoire alors portugais de Goa ont droit à la citoyenneté portugaise. Selon la loi portugaise (Jus sanguinis), ce droit s'étend jusqu'à deux générations, c'est-à-dire à leurs enfants et petits-enfants.
En raison de l'éloignement du Portugal, les Goans (comme les habitants de Macao et de Timor) bénéficient d'un niveau élevé d'autonomie, bien qu'ils fassent toujours partie du Portugal. Les Goanais se sont déplacés pour travailler dans d'autres parties de l'Empire portugais, et il est donc possible de trouver des personnes d'origine goanaise dans les Amériques, en Afrique, en Europe, ainsi que dans d'autres parties de l'Asie.
Une émigration à grande échelle de catholiques de Goa vers Bombay (aujourd'hui Mumbai) commença dans les années 1800, en raison de meilleures opportunités économiques. À cette époque, Bombay est sous domination britannique et il existe une autre communauté catholique luso-indienne établie ; les Indiens de Bombay, qui résident dans la Bombay portugaise avant qu'elle ne soit accordée à la Compagnie britannique des Indes orientales au XVIIe siècle. Étant donné que les communautés catholiques de Goa et des Indes orientales sont converties au christianisme par les Portugais, les Britanniques les appellent « chrétiens portugais ». Ils se rassemblent dans les mêmes églises, participent à de nombreuses fonctions religieuses identiques et partagent des noms de famille et une culture portugaise. Les Britanniques favorisent les chrétiens de Goa dans les emplois administratifs, en raison de leur maîtrise de la langue et de la culture occidentales.

## Histoire

### Époques de la Renaissance et du baroque

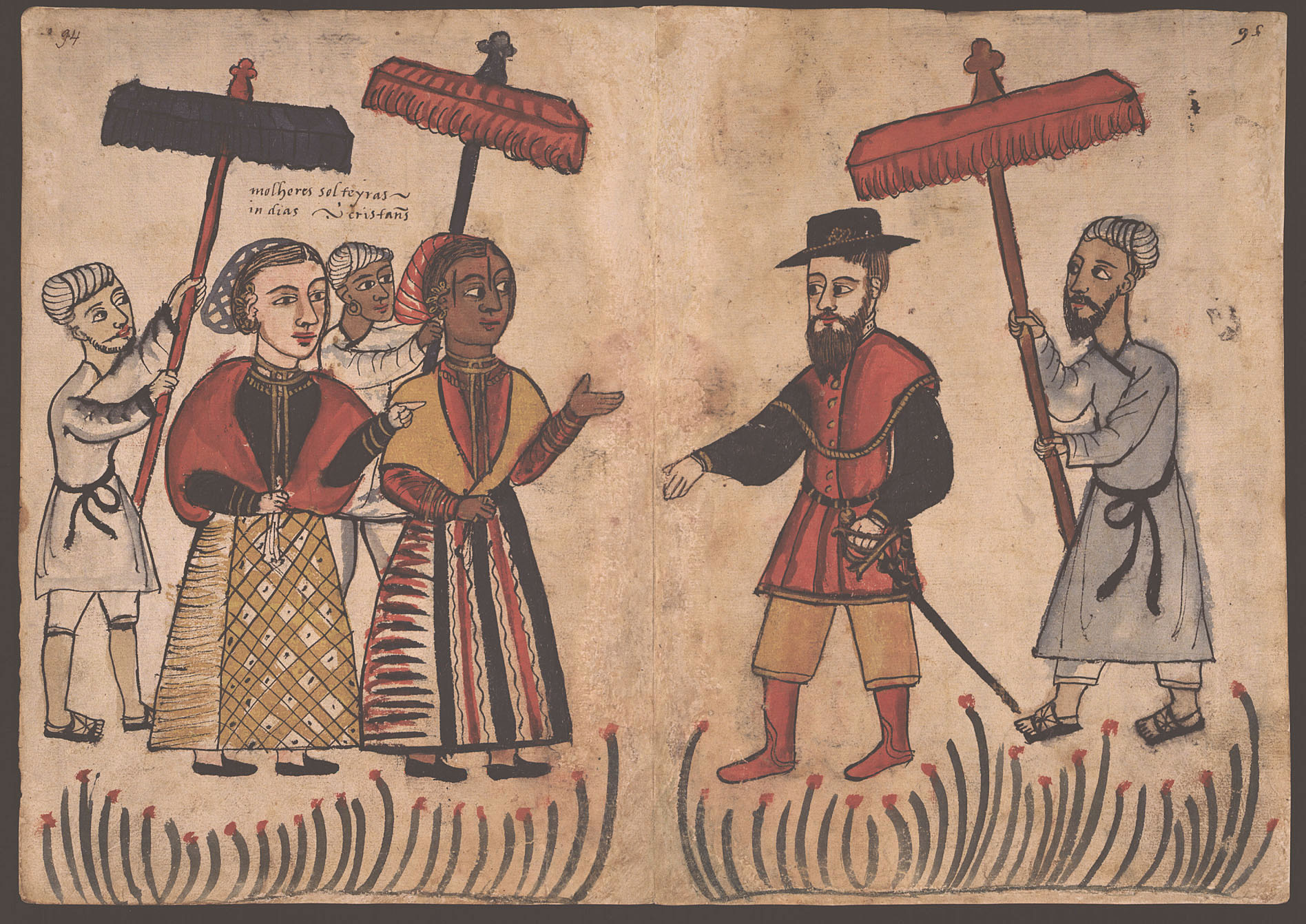
Jeunes filles chrétiennes de Goa rencontrant un noble portugais à la recherche d'une épouse, d'après le Códice Casanatense (vers 1540)

Les Portugais sont arrivés en Inde avec l'ambition de s'emparer du commerce asiatique vers l'Europe via le monde arabe et de contourner la traditionnelle route de la soie de la Chine vers l'Europe. Les Portugais atteignent pour la première fois la côte ouest de l'Inde en 1498 lorsque Vasco de Gama débarque à Calicut. Le 25 novembre 1510, Afonso de Albuquerque conquiert Goa appartenant jusque là au sultanat de Bijapur. En 1544, les Portugais conquirent les districts de Bardez, Tiswadi et Salcette. Le pape Nicolas V promulgue la bulle papale Romanus Pontifex en 1455, accordant le patronage (« Padroado ») de la propagation de la foi chrétienne en Asie aux Portugais et les récompensant par un monopole commercial dans les zones nouvellement découvertes. Le commerce commence peu après l'arrivée de Vasco de Gama en Inde en 1498. L'Église catholique portugaise s'est vu confier par le pape la responsabilité du prosélytisme en Asie, et tous les missionnaires devaient faire escale à Lisbonne avant de partir pour l'Asie. À Goa, différents ordres se virent attribuer des zones différentes : les Jésuites se virent attribuer la province de Salsette au sud, et les Franciscains, la province de Bardez au nord. D'autres ordres tels que les Carmélites, les Dominicains et les Augustins sont également présents à Goa portugaise.

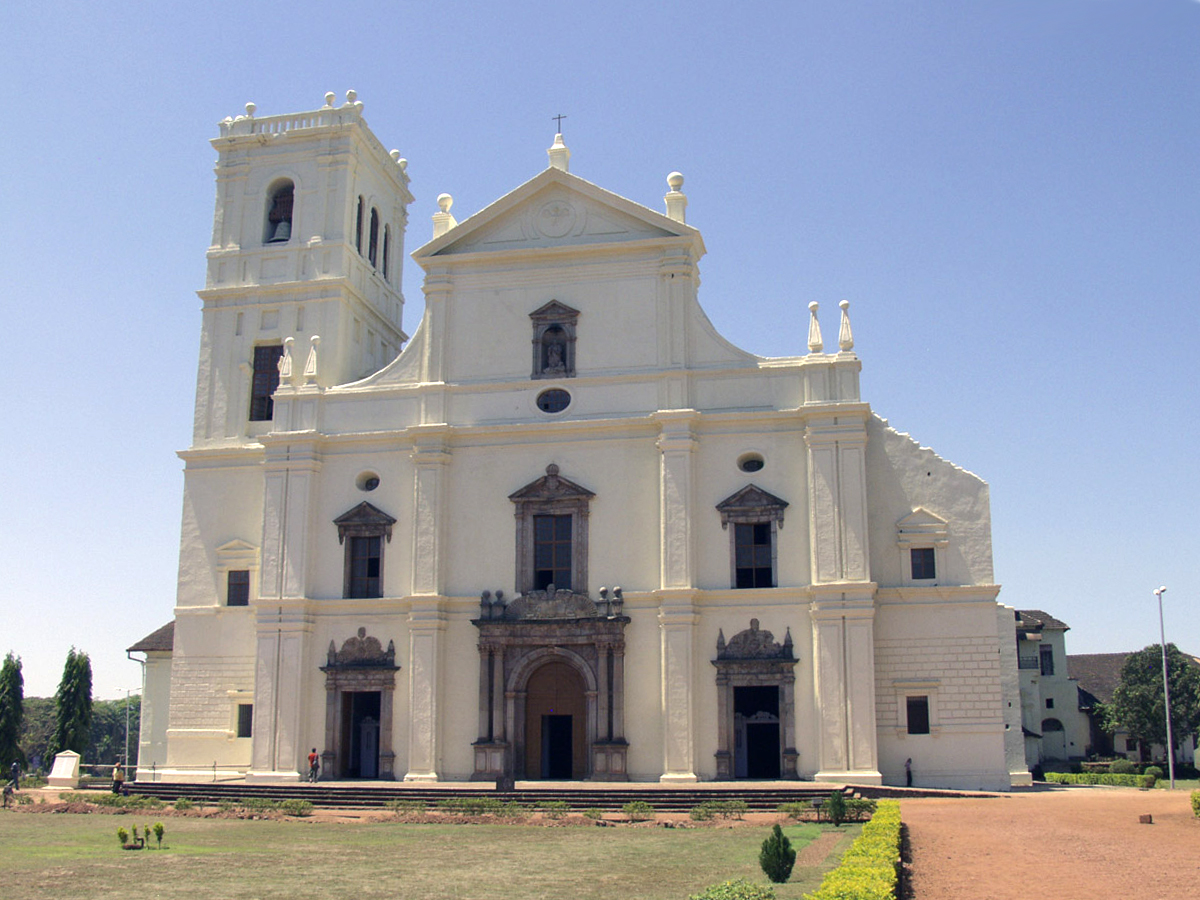
La cathédrale Sé dédiée à Sainte-Catherine d'Alexandrie, à Vieux-Goa, est construite par les Portugais en 1510. C'est l'une des plus anciennes églises de Goa et l'une des plus grandes d'Asie. On y trouve également une croix miraculeuse qui est vénérée encore aujourd'hui.

En 1534, le diocèse de Goa est créé à partir du diocèse de Funchal pour servir de diocèse commun pour la côte ouest de l'Inde, y compris Goa et la région de Bombay.
Les Portugais construisent de nombreuses églises ; la plus remarquable est la basilique du Bon Jesus (Basilique de l'Enfant Jésus), construite au XVIe siècle, un site du patrimoine mondial de l'UNESCO dédié à l'Enfant Jésus. L'église abrite également le corps embaumé de saint François Xavier et la cathédrale de Sé, la plus grande église d'Asie dédiée à Sainte Catherine d'Alexandrie, dont la construction est commencée en 1562 sous le règne du roi Dom Sebastião et achevée en 1619. Elle est consacrée en 1640. L'église Notre-Dame de l'Immaculée Conception (Nossa Senhora da Imaculada Conceição Igreja) est construite en 1540. L'église et le couvent Saint-François d'Assise (Igreja e Convento de São Francisco de Assis), l'église de la Dame du Rosaire (Igreja da Senhora do Rosário), l'église Saint-Augustin (Igreja de Santo Agostinho) et l'église Saint-Michel d'Anjuna (Igreja São Miguel em Anjuna), construites en 1613, ont également été érigées pendant le règne portugais,.

### Ère moderne
En 1787, certains prêtres catholiques de Goa, mécontents du processus de promotion au sein de l'Église et d'autres pratiques discriminatoires des Portugais, organisèrent la révolte infructueuse de Pinto contre les Portugais.
À partir du XIXe siècle, les Goanais catholiques ont commencé à émigrer vers les villes sous contrôle britannique en Inde, en particulier à Bombay , et à Bangalore dans les années 1920 et 1930. Ils commencent à migrer vers les territoires portugais, le Royaume-Uni et les États-Unis.

Selon les statistiques de 1909 de l'Encyclopédie catholique, la population catholique totale est de 293 628 sur une population totale de 365 291 (80,33 %).

Après l'indépendance de l'Inde britannique en 1947, le gouvernement portugais refuse d'accéder à la demande de Nehru de céder Goa à l'Inde. Le 18 décembre 1961, l'Inde déploie des troupes et, après une guerre intense, l'administration portugaise est contrainte de se rendre. Le 30 mai 1987, Goa est devenu le 25e État de l'Inde.
Selon le recensement de 2011, les chrétiens représentaient 26,01 % de la population totale de Goa.

## Répartition géographique

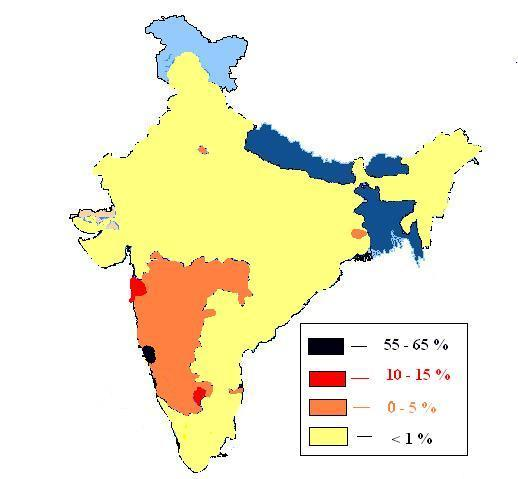
Répartition des catholiques de Goa en Inde

Selon le recensement de 2001, il y a environ 359 568 chrétiens à Goa. De nombreux catholiques de Goa vivent à Bombay et à Bangalore. Dans les années 1960, il y a environ 100 000 catholiques goanais à Bombay, dont 90 000 dans la zone urbaine de Bombay et 10 000 dans la banlieue de Bombay. D'autres régions de l'Inde qui comptent une petite proportion de catholiques goanais sont Delhi, Calcutta, Madras, Pune, Ahmednagar, Hyderabad, Nagpur, Nasik et Ranchi.
On trouve également des catholiques de Goa à l'étranger, issus de la diaspora indienne. On les trouve dans les États arabes du golfe Persique au Moyen-Orient, notamment en Arabie saoudite, au Bahreïn, aux Émirats arabes unis et au Koweït. Certains ont migré vers le monde anglophone, notamment aux États-Unis, au Royaume-Uni, au Canada, aux États-Unis, en Australie et en Nouvelle-Zélande. Avant la première guerre du Golfe (1990-1991), il y a probablement environ 150 000 Goans hors de l'Inde. Il y a 100 000 catholiques goanais au Portugal. On en trouve un grand nombre à Karachi, au Pakistan. Les émigrants récents se trouvent en Allemagne et en Autriche.
En 1999, la Goan Overseas Association, la Canorient Christian Association et d'autres associations goanaises estimaient qu'il y a environ 23 000 catholiques goanais au Canada, dont 13 000 en Ontario. En 1954, on estimait qu'il y a 20 000 catholiques goanais dans les États arabes du golfe Persique, tandis que 30 000 vivaient au Pakistan, dont 10 000 installés à Karachi. En 1931, on estimait qu'il y a environ 1 772 catholiques goanais en Tanzanie , dont 700 à Dar es Salaam. En Ouganda, en 1931, il y a environ 1 124 catholiques goanais, dont 500 sont installés dans sa capitale, Kampala. Avant les années 1960, on estimait qu'il y a environ 5 000 catholiques goanais à Nairobi, au Kenya. Au XXe siècle, il y a environ 6 000 catholiques goanais à Londres, tandis qu'en 2001, ils sont 9 000 à Swindon, au Royaume-Uni.

## Culture

### Architecture

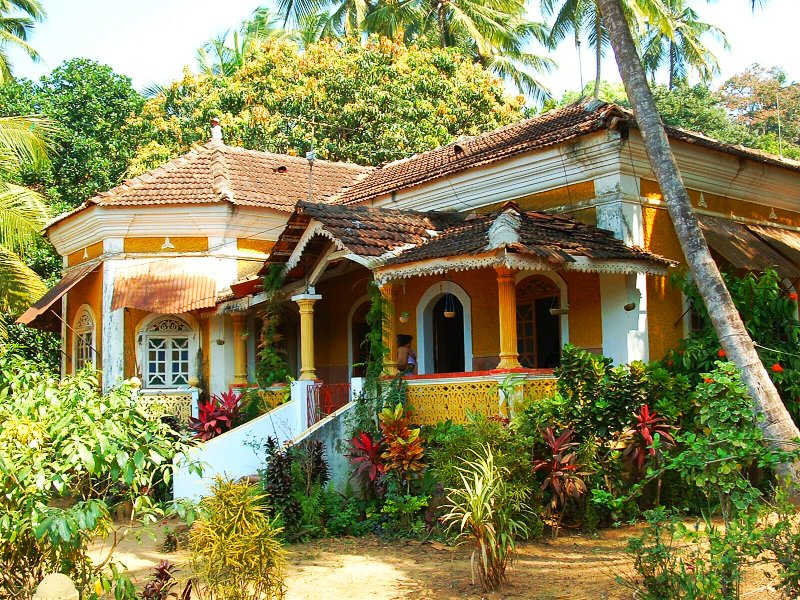
Une villa traditionnelle d'influence portugaise appartenant à une famille catholique de Goa

L'architecture de Goa est fortement influencée par les styles portugais, résultat du fait qu'elle est un territoire du Portugal depuis plus de 450 ans. Les maisons influencées par l'architecture indienne sont tournées vers l'intérieur, avec de petites fenêtres et un toit en tuiles de Mangalore. Les maisons sont construites avec des murs en planches de bois, en boue, en briques de latérite ou en pierre. La plupart de ces maisons sont reconstruites ou rénovées du milieu du XVIIIe siècle au XXe siècle, et remplacées par des bâtiments mêlant les styles néoclassique et néogothique. L'habitat urbain et rural contemporain présente une forte influence portugaise. Il montre une variété de structures en briques de latérite et de maisons aux toits de tuiles de Mangalore avec des toits à forte pente, des caractéristiques de conception communes aux maisons au Portugal. Parfois, les murs sont faits de planches de bois, de boue ou de briques et de pierres. A l'intérieur de la maison, un hall spacieux est présent, tandis qu'à l'extérieur il y a un grand porche devant. Un socle indiquant le propriétaire de la maison est présent devant la maison. Des cours sont présentes devant les maisons, constituées d'une grotte de la Sainte Vierge Marie et d'une Sainte Croix en argile latéritique dure.

### Langue et littérature

#### Langue

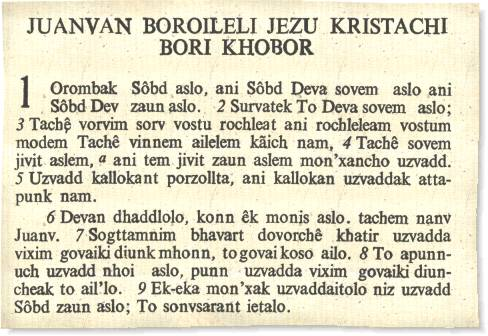
Versets d'ouverture du « Prologue » de l'Évangile de Jean en konkani. Les catholiques de Goa utilisent l'écriture romaine pour leurs écrits religieux et laïcs en konkani.

Les catholiques de Goa parlent la langue konkani, qui est essentielle à l'identité de la communauté. Le konkani est une langue indo-aryenne appartenant à la famille des langues indo-européennes, qui est parlée principalement sur la côte ouest de l'Inde. Selon les linguistes, ce dialecte dérive en grande partie du prakrit du Maharashtri et est similaire au bengali en termes de prononciation. Ce dialecte contient une importante infusion de mots empruntés au marathi et au kannada. L'Ethnologue identifie ce dialecte comme le dialecte « goanais ». Le dialecte catholique de Goa est écrit en caractères romains. L'influence portugaise peut être observée dans le lexique et la syntaxe du dialecte. On trouve 1 800 éléments lexicaux portugais dans le dialecte catholique de Goa. Les modèles syntaxiques adoptés du portugais comprennent principalement des modèles d'ordre des mots, tels que le placement de l'objet direct et indirect et de l'adverbe après le verbe, le placement du nom prédicat après la copule et le placement de la proposition relative ou relative réduite après le nom principal. Il existe cependant quelques transformations parmi ces modèles. Cette modification syntaxique est particulièrement évidente dans ce dialecte particulier. On l'observe uniquement dans la parole écrite et dans les discours formels tels que les sermons. Ces derniers temps, de plus en plus de périodiques ont abandonné les modèles syntaxiques portugais. Le dialecte est sensiblement différent du dialecte parlé par les Goanais hindous, non seulement en ce qui concerne l'influence portugaise, mais aussi en ce qui concerne les caractéristiques grammaticales et lexicales.

### Traditions et fêtes

#### Traditions
De nombreuses coutumes et traditions indiennes persistent parmi les catholiques de Goa, qui sont plus visibles lors de leurs festivités de mariage.
Traditionnellement, comme dans d’autres communautés indiennes, les mariages arrangés sont la norme. Les traditions prénuptiales comprennent Soirik (alliance matrimoniale), Utor (promesse de mariage), Mudi (cérémonie de fiançailles), Amontron (invitation de mariage), Porcond (douche nuptiale), Chuddo (bracelets de verre) cérémonie où les avant-bras de la mariée sont ornés de bracelets de verre colorés verts, jaunes et rouges qui symbolisent la fertilité et la vie conjugale,,, Saddo (robe rouge ou rose) cérémonie de coupe et de couture de la robe de mariée,, le rituel de coupe de cheveux du marié, et Bhuim jevon (un repas rituel en l'honneur des ancêtres)  ou Bhikream jevon (un repas pour les pauvres ou les mendiants),.
La cérémonie de Ros (onction) qui a lieu la veille du mariage implique que les parents, les proches et les amis bénissent le couple qui va bientôt se marier avant qu'ils ne commencent leur vie conjugale. Elle se déroule dans les maisons respectives de la mariée et du marié, qui, avec leurs demoiselles d'honneur et leurs témoins, sont baignés cérémoniellement avec de l'Apros (premier extrait de lait de coco). La mère du marié/de la mariée trempe son pouce dans de l'huile de coco et oint le front de son fils/de sa fille en y plaçant le signe de croix. Des chants commémoratifs spéciaux appelés Zoti sont chantés pour l'occasion. Le jour du mariage, les mariés reçoivent cérémonieusement la bénédiction (Besanv) de leurs parents et des aînés avant que les familles ne quittent leurs maisons individuelles pour se rendre à l'église afin de célébrer le Resper (messe nuptiale) qui est suivi de la réception de mariage plus tard dans la soirée.
Les traditions qui suivent la réception comprennent le Hatant dinvcheak (la remise solennelle de la mariée par le père ou le tuteur de la mariée à la famille du marié), le rituel Shim (frontière) qui consiste à franchir une frontière imaginaire créée en versant de l'alcool sur le sol alors que le Vor (le cortège nuptial) se prépare à partir pour la maison du marié. Après le rituel, un ou deux membres de la famille de la mariée invitent officiellement les jeunes mariés à venir célébrer leur union le lendemain au domicile de la mariée. Ceci est connu sous le nom d'Apovnnem (invitation) en konkani et l'occasion est appelée Portovnnem (retour cérémonial).

#### Fêtes
La fête de Konsachem (fête des récoltes), célébrée le 15 août et qui implique la bénédiction des nouvelles récoltes, est une autre célébration catholique de Goa.

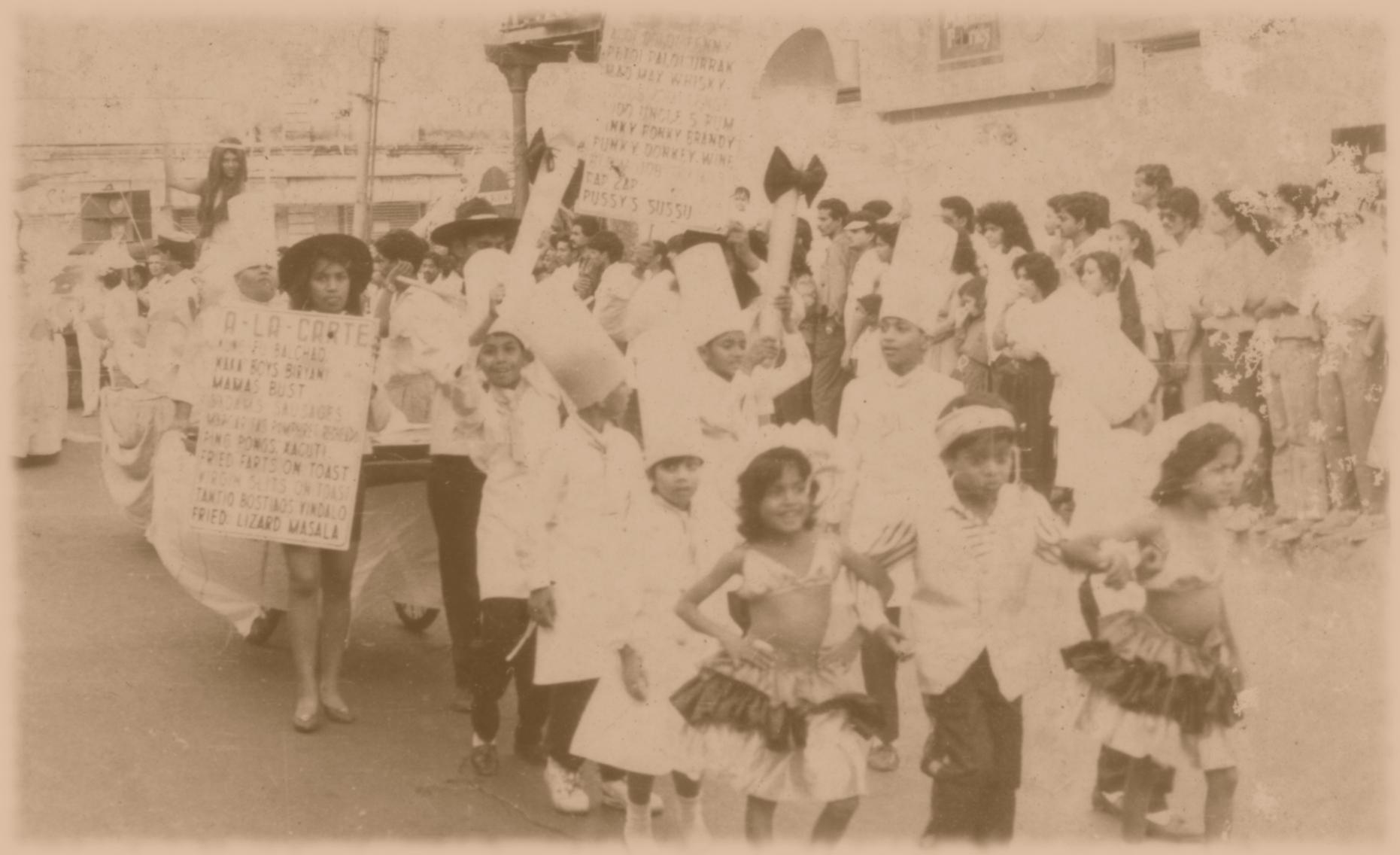
Catholiques de Goa participant à lIntruz (carnaval de Goa), fin du XXe siècle

En plus des fêtes chrétiennes courantes comme Noël, le Vendredi saint et Pâques, la communauté célèbre de nombreuses autres fêtes d'importance religieuse et historique. Le Zagor (veillée nocturne en Konkani), célébré principalement à Siolim, dans le taluka de Bardez, est une fête marquée par la danse, le théâtre et la musique. La fête de Saint François Xavier, l'une des principales fêtes des catholiques de Goa, est célébrée le 3 décembre de chaque année pour honorer la mort du saint. La Nativité de la Sainte Vierge Marie (Monti Saibinichem Fest en Konkani, Fête de Notre-Dame du Mont) le 8 septembre est une fête majeure, en particulier à Chinchinim. Milagres Saibinichem Fest est la fête de Notre-Dame des Miracles, célébrée à l'église Saint-Jérôme. Contrairement à la croyance populaire, le carnaval de Goa est un festival commercial à Goa. Sa forme actuelle (Roi Momo, chars, etc.) n'a été créée qu'en 1965 pour attirer les touristes.

### Costumes et ornements
Autrefois, les femmes catholiques de Goa portaient un hol, un drap blanc par-dessus leur sari, lorsqu'elles allaient à l'église,.

### Société

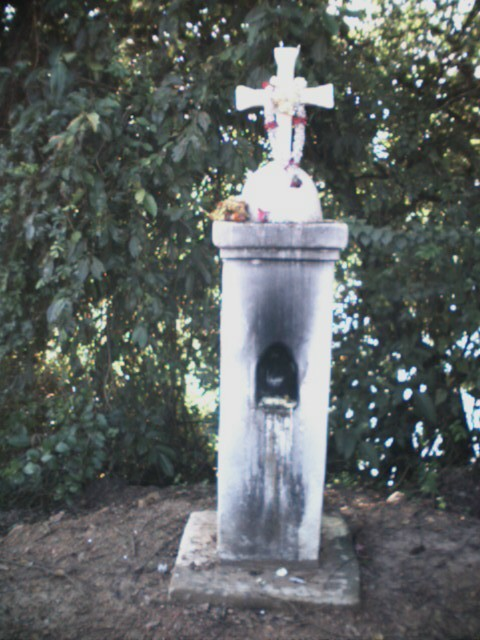
Un Sant Khuris (Sainte Croix) blanc typique d'une famille catholique de Goa, construit selon l'architecture portugaise à l'ancienne

Les catholiques de Goa ont conservé le même système de castes que leurs ancêtres. Un village de Goa est connu sous le nom de Ganv, son propriétaire est le Ganvkar, et Ganvkari comprenait les associations villageoises et les coopératives des Ganvkars. Les communautés villageoises sont connues sous le nom de Ganvponn, que les Portugais appelaient Comunidades.
La messe est célébrée en latin ; l'homélie est prononcée devant l'assemblée en konkani.

#### Caste
Les catholiques autochtones des zones rurales de Goa ont conservé leurs anciennes castes hindoues. Les Bamonns (le mot Konkani pour Brahmanes) sont des membres de la caste sacerdotale hindoue. Les sous-castes brahmanes (telles que les brahmanes Goud Saraswat, les Padyes, les Daivadnyas), les orfèvres et certains marchands sont regroupés dans la caste chrétienne des Bamonn.
Les Chardos (le mot Konkani pour Kshatriyas) sont des convertis de la caste Kshatriya (classe militaire/royale) et comprenaient des membres de la caste Vaishya Vani (classe marchande). Les Vaishyas qui n’étaient pas incorporés dans la caste Chardo sont appelés Gauddos et formaient le quatrième groupe. Les artisans convertis formaient le troisième groupe le plus important et sont connus sous le nom de Sudirs (classe ouvrière). Les Dalits ou « Intouchables » qui se sont convertis au christianisme sont devenus les Mahars et les Chamars, qui ont formé le cinquième groupe. Ils ont ensuite été fusionnés avec les Sudirs. Les convertis au christianisme de la souche aborigène connue sous le nom de Gavddis sont appelés Kunbi. Bien qu'ils observent encore le système des castes, ils le considèrent comme l'héritage le plus malheureux de leur passé pré-chrétien.

#### Profession
Après la conversion, l’occupation la plus populaire des hommes catholiques de Goa est celle de marin. D'autres ont servi comme fonctionnaires du gouvernement portugais. Les catholiques de Goa sont également devenus médecins, architectes, avocats et hommes d'affaires. L’agriculture est principalement pratiquée par les femmes rurales, car elles sont des agricultrices qualifiées. Les hommes des campagnes pratiquaient la menuiserie et d'autres professions artisanales, construisant des églises et d'autres structures sous la supervision des Portugais. À la fin du XVIIe siècle, de nombreuses femmes catholiques de Goa  ont reçu une éducation et sont également employées comme enseignantes ou ouvrières de feitoria. Les autres artisanats et industries sont inexistants.

### Arts du spectacle

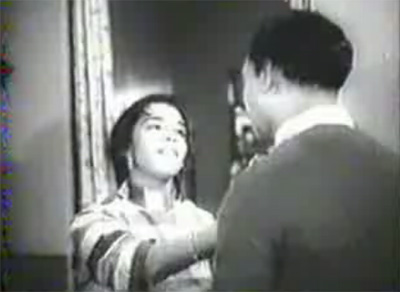
Une image tirée du film monochrome Konkani de Frank Fernand, Amchem Noxib

Le 24 avril 1950, Mogacho Aunddo (Désir d'amour), le premier film Konkani d'Al Jerry Braganza, est sorti à Mapusa, Goa. Frank Fernandes, dont le nom de scène est Frank Fernand (1919–2007 ; né à Curchorem, Goa), est un cinéaste et musicien de renom et est connu pour ses films comme Amchem Noxib (Notre chance) en 1963 et Nirmonn (Destin) en 1966. D'autres films produits à Goa incluent Bhunyarantlo Monis (L'homme des cavernes) et Padri (Le prêtre). Remo Fernandes, chanteur et musicien, fut la première personne à introduire la musique fusion en Inde.
L'hymne konkani Asli Mata Dukhest, qui est traduit en konkani à partir de l'hymne latin Stabat Mater, est chanté pendant le Carême. Jocachim Miranda, un prêtre catholique de Goa, a composé Riglo Jezu Molliant (Jésus est entré dans le jardin de Gethséménite) lors de sa mission à Canara. Diptivonti, Sulokinni, un hymne Konkani du XVIIIe siècle, est interprété lors d'un concert organisé à l'église du Saint-Esprit, à Margao, à Goa,.
Le Mando, une forme contemporaine de musique de danse, a évolué à Salcette dans la première moitié du XIXe siècle à partir de la musique de mariage, en particulier l'Ovi. Les chansons de ce style sont sereines et posées, généralement un monologue dans les dialectes brahmanes Konkani des villages du sud de Goa, Loutolim, Raia, Curtorim et Benaulim. Elles sont traditionnellement chantées lors de la cérémonie du Shim (départ de la mariée). Les premiers compositeurs du Mando sont Ligorio de Costa de Courtarim (1851-1919) et Carlos Trindade Dias. Deknni est une forme de danse semi-classique. Une femme commence la danse et est ensuite accompagnée par d'autres danseurs. Le Mussoll (danse du pilon), que l'on pense avoir été exécuté pour la première fois par les Kshatriyas de Chandor, commémore la victoire du roi Harihara II (fils du roi Bukka I de l'empire Vijaynagar) sur l'empire Chola à la fortification de Chandrapur au XIVe siècle.
Les pièces de théâtre Konkani, connues sous le nom de « Tiatr » (théâtre), une forme de représentation scénique classique avec chant et jeu en direct, sont écrites et mises en scène à Goa. La forme a évolué au XXe siècle avec des tiatres pionniers tels que Jao Agostinho Fernandes (1871–1941),,,. Les thèmes de Tiatr incluent des mélodrames sur la famille et la vie domestique, chaque parolier offrant sa propre explication aux divers problèmes de la vie. Les tiatristes incluent le prince Jacob  et Roseferns, et dans le passé M. Boyer, C. Alvares et Alfred Rose. Le 17 avril 1892, le premier tiatr italien Bhurgo de Lucasinho Ribeiro est mis en scène à Bombay. En 2007, le gouvernement de Goa a lancé l'Académie Tiatr pour faciliter le développement du Tiart. La tradition du Voviyo, des chansons folkloriques anciennes chantées par les femmes lors d'un Ros, commence avant 1510 La tradition a dû être abandonnée en raison de poursuites judiciaires portugaises, et les chansons vivent désormais sous forme d'archives.

## Organisations
Goenkaranchi Ekvot est une organisation enregistrée de catholiques de Goa résidant à Delhi. À Bangalore, des associations telles que la Karnataka Goan Association servent la communauté. Le Kuwait Konknni Kendr est une organisation catholique goanaise bien connue au Koweït. La Goan Overseas Association de Toronto, l'Indian Catholic Association of Central Texas, l'Indo-Pakistani Christian Association, et la Canorient Christian Association sont des organisations populaires en Amérique du Nord. Au Royaume-Uni, Goan Voice UK, la Young London Goan Society (YLGS), la Goan Community Association et la Siolim Association, basée à Londres, sont des organisations populaires. Au Moyen-Orient, la communauté goanaise d’Oman est bien connue.